# Stockholm Open 2008 - Qualificazioni singolare
Le qualificazioni del singolare  dello  Stockholm Open 2008 sono state un torneo di tennis preliminare per accedere alla fase finale della manifestazione. I vincitori dell'ultimo turno sono entrati di diritto nel tabellone principale. In caso di ritiro di uno o più giocatori aventi diritto a questi sono subentrati i lucky loser, ossia i giocatori che hanno perso nell'ultimo turno ma che avevano una classifica più alta rispetto agli altri partecipanti che avevano comunque perso nel turno finale.
Le qualificazioni del torneo Stockholm Open  2008 prevedevano 32 partecipanti di cui 4 sono entrati nel tabellone principale.

## Teste di serie
1. Juan Mónaco (ultimo turno)
2. Rubén Ramírez Hidalgo (primo turno)
3. Flavio Cipolla (ultimo turno)
4. Amer Delić (primo turno)

1. Joseph Sirianni (secondo turno)
2. Matthias Bachinger (Qualificato)
3. Brendan Evans (secondo turno)
4. Bjorn Rehnquist (Qualificato)

## Qualificati
1. Frederik Nielsen
2. Bjorn Rehnquist

1. Matthias Bachinger
2. George Bastl

## Tabellone

### Legenda
| - Q = Qualificato - WC = Wild card - LL = Lucky loser | - ALT = Alternate - SE = Special Exempt - PR = Protected Ranking | - w/o = Walkover - r = Ritirato - d = Squalificato |

### Sezione 1
|  | Primo turno      | Primo turno        | Primo turno        | Primo turno | Primo turno |  |  | Secondo turno | Secondo turno    | Secondo turno | Secondo turno    | Secondo turno    |   |   | Ultimo turno | Ultimo turno | Ultimo turno | Ultimo turno | Ultimo turno |  |
|  |                  |                    |                    |             |             |  |  |               |                  |               |                  |                  |   |   |              |              |              |              |              |  |
|  | 1                | Juan Mónaco        | Juan Mónaco        | 6           | 7           |  |  |               |                  |               |                  |                  |   |   |              |              |              |              |              |  |
|  |                  | Massimo Dell'Acqua | Massimo Dell'Acqua | 2           | 65          |  |  | 1             | Juan Mónaco      | Juan Mónaco   | 7                | 6                |   |   |              |              |              |              |              |  |
|  | Oliver Marach    | Oliver Marach      | Oliver Marach      | 6           | 7           |  |  |               | Oliver Marach    | Oliver Marach | 5                | 2                |   |   |              |              |              |              |              |  |
|  | Ervin Eleskovic  | Ervin Eleskovic    | Ervin Eleskovic    | 4           | 65          |  |  |               |                  |               |                  |                  |   |   | 1            | Juan Mónaco  | Juan Mónaco  | 2            | 5            |  |
|  | Frederik Nielsen | Frederik Nielsen   | Frederik Nielsen   | 6           | 6           |  |  |               |                  |               | Frederik Nielsen | Frederik Nielsen | 6 | 7 |              |              |              |              |              |  |
|  | Filip Prpic      | Filip Prpic        | Filip Prpic        | 3           | 2           |  |  |               | Frederik Nielsen | 6             | 4                | 7                |   |   |              |              |              |              |              |  |
|  | 7                | Brendan Evans      | Brendan Evans      | 6           | 6           |  |  | 7             | Brendan Evans    | 4             | 6                | 5                |   |   |              |              |              |              |              |  |
|  |                  | Dawid Olejniczak   | Dawid Olejniczak   | 3           | 0           |  |  |               |                  |               |                  |                  |   |   |              |              |              |              |              |  |

### Sezione 2
|  | Primo turno          | Primo turno           | Primo turno           | Primo turno | Primo turno |  |  | Secondo turno        | Secondo turno        | Secondo turno | Secondo turno   | Secondo turno   |   |   | Ultimo turno | Ultimo turno      | Ultimo turno      | Ultimo turno | Ultimo turno |  |
|  |                      |                       |                       |             |             |  |  |                      |                      |               |                 |                 |   |   |              |                   |                   |              |              |  |
|  |                      | Giovanni Lapentti     | Giovanni Lapentti     | 7           | 6           |  |  |                      |                      |               |                 |                 |   |   |              |                   |                   |              |              |  |
|  | 2                    | Rubén Ramírez Hidalgo | Rubén Ramírez Hidalgo | 64          | 3           |  |  | Giovanni Lapentti    | Giovanni Lapentti    | 63            | 6               | 7               |   |   |              |                   |                   |              |              |  |
|  | Aisam-ul-Haq Qureshi | Aisam-ul-Haq Qureshi  | 5                     | 7           | 7           |  |  | Aisam-ul-Haq Qureshi | Aisam-ul-Haq Qureshi | 7             | 2               | 5               |   |   |              |                   |                   |              |              |  |
|  | Michał Przysiężny    | Michał Przysiężny     | 7                     | 62          | 64          |  |  |                      |                      |               |                 |                 |   |   |              | Giovanni Lapentti | Giovanni Lapentti | 4            | 65           |  |
|  | Michael Ryderstedt   | Michael Ryderstedt    | Michael Ryderstedt    | 7           | 6           |  |  |                      |                      | 8             | Bjorn Rehnquist | Bjorn Rehnquist | 6 | 7 |              |                   |                   |              |              |  |
|  | James Ward           | James Ward            | James Ward            | 68          | 2           |  |  |                      | Michael Ryderstedt   | 4             | 7               | 3               |   |   |              |                   |                   |              |              |  |
|  | 8                    | Bjorn Rehnquist       | Bjorn Rehnquist       | 6           | 6           |  |  | 8                    | Bjorn Rehnquist      | 6             | 62              | 6               |   |   |              |                   |                   |              |              |  |
|  |                      | Timo Nieminen         | Timo Nieminen         | 2           | 1           |  |  |                      |                      |               |                 |                 |   |   |              |                   |                   |              |              |  |

### Sezione 3
|  | Primo turno    | Primo turno        | Primo turno        | Primo turno | Primo turno |  |  | Secondo turno | Secondo turno      | Secondo turno      | Secondo turno      | Secondo turno |   |   | Ultimo turno | Ultimo turno   | Ultimo turno | Ultimo turno | Ultimo turno |  |
|  |                |                    |                    |             |             |  |  |               |                    |                    |                    |               |   |   |              |                |              |              |              |  |
|  | 3              | Flavio Cipolla     | Flavio Cipolla     | 6           | 6           |  |  |               |                    |                    |                    |               |   |   |              |                |              |              |              |  |
|  |                | Patrik Brydolf     | Patrik Brydolf     | 1           | 2           |  |  | 3             | Flavio Cipolla     | 4                  | 6                  | 6             |   |   |              |                |              |              |              |  |
|  | Marsel İlhan   | Marsel İlhan       | Marsel İlhan       | 7           | 6           |  |  |               | Marsel İlhan       | 6                  | 1                  | 1             |   |   |              |                |              |              |              |  |
|  | Julian Reister | Julian Reister     | Julian Reister     | 65          | 2           |  |  |               |                    |                    |                    |               |   |   | 3            | Flavio Cipolla | 6            | 5            | 1            |  |
|  | Jan Minar      | Jan Minar          | Jan Minar          | 6           | 7           |  |  |               |                    | 6                  | Matthias Bachinger | 4             | 7 | 6 |              |                |              |              |              |  |
|  | Tim Goransson  | Tim Goransson      | Tim Goransson      | 3           | 6           |  |  |               | Jan Minar          | Jan Minar          | 64                 | 3             |   |   |              |                |              |              |              |  |
|  | 6              | Matthias Bachinger | Matthias Bachinger | 7           | 7           |  |  | 6             | Matthias Bachinger | Matthias Bachinger | 7                  | 6             |   |   |              |                |              |              |              |  |
|  |                | Daniel Berta       | Daniel Berta       | 65          | 64          |  |  |               |                    |                    |                    |               |   |   |              |                |              |              |              |  |

### Sezione 4
|  | Primo turno    | Primo turno     | Primo turno    | Primo turno | Primo turno |  |  | Secondo turno | Secondo turno   | Secondo turno   | Secondo turno | Secondo turno |   |    | Ultimo turno | Ultimo turno | Ultimo turno | Ultimo turno | Ultimo turno |  |
|  |                |                 |                |             |             |  |  |               |                 |                 |               |               |   |    |              |              |              |              |              |  |
|  |                | George Bastl    | George Bastl   | 7           | 6           |  |  |               |                 |                 |               |               |   |    |              |              |              |              |              |  |
|  | 4              | Amer Delić      | Amer Delić     | 5           | 3           |  |  | George Bastl  | George Bastl    | 7               | 3             | 6             |   |    |              |              |              |              |              |  |
|  | Chris Eaton    | Chris Eaton     | Chris Eaton    | 7           | 6           |  |  | Chris Eaton   | Chris Eaton     | 65              | 6             | 3             |   |    |              |              |              |              |              |  |
|  | Marco Crugnola | Marco Crugnola  | Marco Crugnola | 62          | 3           |  |  |               |                 |                 |               |               |   |    | George Bastl | George Bastl | 6            | 1            | 7            |  |
|  | Łukasz Kubot   | Łukasz Kubot    | Łukasz Kubot   | 6           | 6           |  |  |               |                 | Łukasz Kubot    | Łukasz Kubot  | 4             | 6 | 63 |              |              |              |              |              |  |
|  | Nima Madani    | Nima Madani     | Nima Madani    | 2           | 2           |  |  |               | Łukasz Kubot    | Łukasz Kubot    | 7             | 6             |   |    |              |              |              |              |              |  |
|  | 5              | Joseph Sirianni | 6              | 4           | 6           |  |  | 5             | Joseph Sirianni | Joseph Sirianni | 6(1)          | 3             |   |    |              |              |              |              |              |  |
|  |                | Tobias Blomgren | 1              | 6           | 1           |  |  |               |                 |                 |               |               |   |    |              |              |              |              |              |  |